# Дикей, Тим
Ти́моти Ро́берт (Тим) Дике́й (англ. Timothy Robert "Tim" DeKay, род. 12 июня 1963, Итака) — американский актёр. Исполнитель роли Питера Бёрка в известном сериале «Белый воротничок».

## Личная жизнь
Тим Дикей родился 12 июня 1963 года в Ленсинге, Нью-Йорк в семье Джима и Джилл Дикей. В юности занимался лёгкой атлетикой, играл в университетских баскетбольной и бейсбольных командах. Учился в колледже Ле-Мойн, изучал бизнес и философию, но в конце концов решил продолжить карьеру в театре. Учился в Ратгерском университете, где получил магистерскую степень изобразительных искусств и познакомился со своей женой, актрисой Элайзой Тейлер. У них двое детей. У Тима есть брат — Джейми Дикей. В 2010 году Тим вернулся в Ле-Мойн и получил степень почетного доктора гуманитарных наук.

## Карьера
Первые съемки на телевидении относятся к началу девяностых годов прошлого века. В 1995 году было два эпизода сериала «Подводная одиссея», а в 1996 году — две серии «Сайнфелда». В том же году снялся в телевизионном фильме «Кольцо» по роману Даниэлы Стил, в котором также играли Настасья Кински и Майкл Йорк. Довольно долго Тим играл лишь в нескольких эпизодах больших проектов, таких как «Клиника», «C.S.I.: Место преступления», «4исла», «Чак» и «4400».
В 2001 году Тим снялся в фильме «Пароль Рыба-Меч». В 2002 году ДиКей засветился в эпизоде популярного сериала «Друзья». В 2016 году появился в эпизоде второго сезона сериала «Люцифер». Всего в трех проектах Тим исполнял главные роли, это «Карнавал», «Скажи мне, что любишь меня» и «Белый воротничок», принесший ему мировое признание. В 2016 году вышел сериал «Второй шанс» с участием актёра.
Тим очень востребован как театральный актер, он часто выступает на Бродвее и многих других известных площадках США.

## Фильмография
| Фильмы | Фильмы                                     | Фильмы                    | Фильмы                   | Фильмы              |
| Год    | На русском языке                           | На языке оригинала        | Роль                     | Примечания          |
| ------ | ------------------------------------------ | ------------------------- | ------------------------ | ------------------- |
| 1996   | Если бы стены могли говорить               | If These Walls Could Talk | Муж Бэки, 1952           | телевизионный фильм |
| 1998   | Войны Пентагона                            | The Pentagon Wars         | Младший офицер           | телевизионный фильм |
| 1998   | Почти герои                                | Almost Heroes             | Новый бармен             |                     |
| 1999   | Недоносок                                  | Buddy Boy                 | Кен                      |                     |
| 2000   | Ворон 3: Спасение                          | The Crow: Salvation       | Мартин Туми              | как Тим Димей       |
| 2000   | Большой рай                                | Big Eden                  | Дин Стюард               |                     |
| 2001   | Хорошие парни приходят к финишу последними | Nice Guys Finish Last     | Отец                     |                     |
| 2001   | Пароль «Рыба-меч»                          | Swordfish                 | Агент                    |                     |
| 2002   | Третий лишний                              | The Third Wheel           | Диктор                   |                     |
| 2004   | Контроль                                   | Control                   | Билл                     |                     |
| 2005   | Чамскраббер                                | The Chumscrubber          | Мистер Пек               |                     |
| 2006   | Мирный воин                                | Peaceful Warrior          | Тренер                   |                     |
| 2006   | На краю Иерихона                           | The Far Side of Jericho   | Незнакомец               |                     |
| 2006   | Забастовка                                 | Walkout                   | Мистер Пек               |                     |
| 2007   | Рэнди и толпа                              | Randy and the Mob         | Билл                     |                     |
| 2008   | Ковчег монстра                             | Monster Ark               | Доктор Николас Заватерро | телевизионный фильм |
| 2008   | Напряги извилины                           | Get Smart                 | Агент секретной службы   |                     |
| 2008   | Дочь Расселов                              | The Russell Girl          | Тим Рассел               | телевизионный фильм |
| 2014   | Побеждает лучший                           | Best Man Wins             | Эдвард Стайлз            | короткометражный    |
| 2023   | Оппенгеймер                                | Oppenheimer               | сенатор Джон Пасторе     |                     |

| Телевидение | Телевидение                       | Телевидение                         | Телевидение              | Телевидение                                                                          |
| Год         | На русском языке                  | На языке оригинала                  | Роль                     | Примечания                                                                           |
| ----------- | --------------------------------- | ----------------------------------- | ------------------------ | ------------------------------------------------------------------------------------ |
| 1995 — 1996 | Подводная одиссея                 | SeaQuest DSV                        | Лоуренс                  | 3 эпизода                                                                            |
| 1996        | Сайнфелд                          | Seinfeld                            | Кевин                    | Эпизоды «The Soul Mate», «The Bizarro Jerry»                                         |
| 1996        | Грейс в огне                      | Grace Under Fire                    | Преподобный Том Максвелл | Эпизод «The Ghost and Mrs. Kelly»                                                    |
| 1997        | Шоу Ларри Сандерса                | The Larry Sanders Show              | Гордон                   | Эпизод «The Matchmaker»                                                              |
| 1997        | Голая правда                      | The Naked Truth                     | Джон                     | Эпизод                                                                               |
| 1997        | Прикосновение ангела              | Touched by an Angel                 | Джей Ди Санклер          | Эпизод «Smokescreen»                                                                 |
| 1997        | Диагноз: убийство                 | Diagnosis: Murder                   | Сонни Барнетт            | Эпизод «A Mime Is a Terrible Thing to Waste»                                         |
| 1997 — 1999 | Нас пятеро                        | Party of Five                       | Доктор Пол Томас         | 12 эпизодов                                                                          |
| 1998        | Эллен                             | Ellen                               | Джон                     | Эпизод «Escape from L.A.»                                                            |
| 1998        | Каролина в Нью-Йорке              | Caroline in the City                | Брайан                   | Эпизоды «Caroline and the Killer Dad», «Caroline and the Secret Bullfighter: Part 1» |
| 1998        | Cupid                             | Cupid                               | Дженнингс Кроуфорд       | Эпизод «The Linguist»                                                                |
| 1998        | Беглец из преисподней             | Brimstone                           | Профессор Джон Олбрайт   | Эпизод «Heat»                                                                        |
| 1999        | Практика                          | The Practice                        | Джерри Грин              | Эпизод «Split Decisions»                                                             |
| 1999        | Притворщик                        | The Pretender                       | Эдди Фонтенот            | Эпизод «Pool»                                                                        |
| 1999 — 2000 | Ночь спорта                       | Sports Night                        | Рэй Митчел               | Эпизоды «Cliff Gardner», «April Is the Cruelest Month»                               |
| 2001        | Она написала убийство             | Murder, She Wrote                   | Роберт Мерсер            | телевизионный фильм                                                                  |
| 2002        | Элли Макбил                       | Ally McBeal                         | Кендалл Уиллис           | Эпизод «A Kick in the Head»                                                          |
| 2002        | Друзья                            | Friends                             | Марк                     | Эпизод «The One Where Rachel Has a Baby: Part 1»                                     |
| 2002        | Малкольм в центре внимания        | Malcolm in the Middle               | Мэтт                     | Эпизод «Zoo»                                                                         |
| 2002 — 2003 | Любовь вдовца                     | Everwood                            | Преподобный Киз          | 3 эпизода                                                                            |
| 2003 — 2005 | Карнавал                          | Carnivàle                           | Клейтон «Джонси» Джонс   | 24 эпизода                                                                           |
| 2004        | Без следа                         | Without a Trace                     | Джим Купер               | Эпизод «The Season»                                                                  |
| 2005        | C.S.I.: Место преступления        | CSI: Crime Scene Investigation      | Нил Меттьюз              | Эпизод «Spark of Life»                                                               |
| 2006        | Меня зовут Эрл                    | My Name Is Earl                     | Хэнк                     | Эпизоды «Monkeys in Space», «Didn't Pay Taxes»                                       |
| 2006        | Переговорщики                     | Standoff                            | Джон Барнс               | Эпизод «Circling»                                                                    |
| 2006        | Детектив Раш                      | Cold Case                           | Джефф Тейлор             | Эпизод «The War at Home»                                                             |
| 2007        | Тайны Палм-Спрингс                | Hidden Palms                        | Мистер Миллер            | Пилот                                                                                |
| 2007        | 4400                              | The 4400                            | Дрю                      | Эпизоды «The Marked», «Ghost in the Machine»                                         |
| 2007        | 4исла                             | Numbers                             | Пит                      | Эпизод «Robin Hood»                                                                  |
| 2007        | Скажи мне, что любишь меня        | Tell Me You Love Me                 | Дэвид                    | 10 эпизодов                                                                          |
| 2008        | Морская полиция: Спецотдел        | NCIS                                | Сенатор Патрик Кайли     | Эпизод «Capitol Offense»                                                             |
| 2008        | Чистильщик                        | The Cleaner                         | Нил Маллинс              | Эпизод «Lie with Me»                                                                 |
| 2008        | C.S.I.: Место преступления Майами | CSI: Miami                          | Уильям Кэмпбелл          | Эпизод «Wrecking Crew»                                                               |
| 2008        | Новые приключения старой Кристин  | The New Adventures of Old Christine | Патрик Харрис            | 3 эпизода                                                                            |
| 2009        | Клиника                           | Scrubs                              | Рич Хилл                 | Эпизод «My Nah Nah Nah»                                                              |
| 2009 — 2014 | Белый воротничок                  | White Collar                        | Питер Бёрк               | 81 эпизод                                                                            |
| 2011        | Закон и порядок: Лос-Анджелес     | Law & Order: LA                     | Дон Элвин                | Эпизод «Silver Lake»                                                                 |
| 2011        | Чак                               | Chuck                               | Киран Райкер             | Эпизод «Chuck Versus the Baby»                                                       |
| 2012        | Красотки в Кливленде              | Hot in Cleveland                    | Бадди                    | Эпизод «Two Girls and a Rhino»                                                       |
| 2013        | Следствие по телу                 | Body of Proof                       | Калеб Бэнкс              | Эпизод «Lost Souls»                                                                  |
| 2014        | Месть                             | Revenge                             | Люк                      | Эпизод «Allegiance»                                                                  |
| 2014        | Агенты «Щ.И.Т.»                   | Agents of S.H.I.E.L.D.              | Сенатор Кристиан Уорд    | Эпизоды «A Fractured House», «The Things We Bury»                                    |
| 2016        | Второй шанс                       | Second Chance                       | Дювал Притчард           | 11 эпизодов                                                                          |
| 2017        | Люцифер                           | Lucifer                             | Профессор Карлайл        | Эпизоды «Love Handles», «A Good Day to Die»                                          |
| 2017        | Американское преступление         | American Crime                      | Джей Ди Хэсби            | 6 эпизодов                                                                           |
| 2018        | Здесь и сейчас                    | Here and Now                        | Стивен Бенджамин         | 6 эпизодов                                                                           |